# Italian Society of Science, Technology and Engineering of Architecture
Italian Society of Science, Technology and Engineering of Architecture (ISTeA) è la società scientifica italiana riconosciuta dal Consiglio universitario nazionale e dall'ANVUR come società di riferimento per il Settore scientifico-disciplinare (SSD) ICAR/11

## Storia
La Società Scientifica ISTeA viene fondata il 4 Luglio 2001 ad Ancona da un gruppo di Professori e Ricercatori con la denominazione “SOCIETA’ ITALIANA DI SCIENZE, TECNOLOGIE e INGEGNERIA DELL’ARCHITETTURA” denominata brevemente “ISTeA”.
L’ISTeA si propone di riunire le persone fisiche, giuridiche e gli enti che sono attivi nel campo dell’Edilizia, indipendentemente dalla loro specializzazione di provenienza, al fine di facilitare, su una base concreta e interdisciplinare, l’affermarsi di scienze e tecnologie innovative.
Gli obiettivi dell’ISTeA sono definiti come segue:
- la promozione degli studi di scienze, tecnologie e ingegneria dell’architettura in Italia e all’estero;
- quanto altro necessario alla promozione di una gestione integrata di studi e ricerche;
- la pubblicazione di bollettini periodici, manuali, ecc.;
- la raccolta di materiale informativo utile al perseguimento dei fini sociali;
- lo scambio di informazioni tra gli associati; - l’organizzazione di corsi di formazione, di convegni, tavole rotonde, conferenze, ecc.;
- i collegamenti con le analoghe organizzazioni italiane o straniere.

Come tutte le società scientifiche riconosciute in ambito universitario, ISTeA viene regolarmente consultata dal Ministero dell'Università e della Ricerca e dall'Anvur per questioni collegate alla gestione del sistema universitario, ai sensi della Delibera Anvur n. 92 del 16/09/2014.

## SSD ICAR/11 Produzione e gestione dell'ambiente costruito
I contenuti scientifico-disciplinari del settore ICAR/11 attengono alle teorie, ai metodi e alle tecniche per la gestione dei processi connessi alla realizzazione di opere, alla trasformazione e recupero dell’esistente e all’esercizio dell’ambiente costruito dalla scala della singola opera a quella urbana e territoriale. Gli obiettivi generali orientati alla sostenibilità, alla qualità e alla sicurezza lungo tutto il ciclo di vita delle opere, sono perseguiti attraverso un approccio metodologico incentrato sulla modellazione ingegneristica e sull’integrazione di metodi e tecnologie digitali per il controllo dei sistemi complessi tenendo anche conto di tematiche procedurali, socioeconomiche ed ambientali.
Gli ambiti di studio e di ricerca comprendono: l’innovazione di prodotto e di processo per il miglioramento della sostenibilità economica, sociale e ambientale nel settore delle costruzioni; la modellazione informativa e computazionale nonché le teorie, i metodi e le tecnologie per il coordinamento e il controllo della progettazione, costruzione, trasformazione e manutenzione delle opere; i sistemi digitali e le tecnologie per la valorizzazione, salvaguardia e gestione dell’ambiente costruito.